# Lands of Lore III
Lands of Lore III è un videogioco di ruolo sviluppato da Westwood Studios e pubblicato da Electronic Arts nel 1999 per Microsoft Windows. Terzo e ultimo capitolo della serie Lands of Lore, come i precedenti titoli della serie è dotato di visuale in prima persona e uno stile di gioco in tempo reale.